# Lista de filmes portugueses de 1997
Lista de filmes portugueses de longa-metragem estreados em Portugal em 1997, nas salas de cinema.
Notas: Na secção coprodução, passando o cursor sobre a bandeira aparecerá o nome do país correspondente.
| # | Filme                        | Realização              | Género                    | Estreia        | Coprodução                              |
| - | ---------------------------- | ----------------------- | ------------------------- | -------------- | --------------------------------------- |
| 1 | Elas                         | Luís Galvão Teles       | Drama                     | 24 de outubro  | Bélgica · Espanha · França · Luxemburgo |
| 2 | Genealogias de um Crime      | Raúl Ruiz               | Drama, suspense           | 23 de maio     | França                                  |
| 3 | Inês de Portugal             | José Carlos de Oliveira | Drama, romance, histórico | 4 de julho     | —                                       |
| 4 | Os Olhos da Ásia             | João Mário Grilo        | Drama, história           | 11 de abril    | Alemanha · França                       |
| 5 | Ossos                        | Pedro Costa             | Drama                     | 14 de novembro | Dinamarca · França                      |
| 6 | Porto Santo                  | Vicente Jorge Silva     | Drama                     | 8 de agosto    | França                                  |
| 7 | Tentação                     | Joaquim Leitão          | Drama, romance            | 26 de dezembro | —                                       |
| 8 | Viagem ao Princípio do Mundo | Manoel de Oliveira      | Drama, biografia          | 16 de maio     | França                                  |